# Christoffelberg
El Christoffelberg o Sint-Christoffelberg (que en neerlandés quiere decir: Monte Cristóbal o Monte San Cristóbal) es una montaña que constituye el punto más alto de la isla caribeña de Curazao, y que lleva ese nombre en honor del explorador Cristóbal Colón. El Christoffelberg alcanza los 372 metros (1.220 pies) de alto y se encuentra en un parque natural reservado, El Parque Christoffel, que se puede visitar en vehículo, en bicicleta, a caballo o a pie haciendo uso de varios senderos que han sido establecidos para este fin.